# Torrent de les Hortes (Berguedà)
El Torrent de les Hortes és un corrent fluvial afluent per l'esquerra de la Riera de Gargallà el curs del qual transcorre íntegrament pel terme municipal de Montmajor (Berguedà).

## Xarxa Hidrogràfica
La xarxa hidrogràfica del Torrent de les Hortes està integrada per un total de 7 cursos fluvials. D'aquests, 4 són subsidiaris de 1r nivell, i 2 ho són de 2n nivell.
La totalitat de la xarxa suma una longitud de 6.336 m., tots fets íntegrament pel terme municipal de Montmajor